# Шмалькальденские артикулы
Шмалькальденские артикулы (от нем. Schmalkaldische Artikel) — символическая книга лютеран, составная часть Книги Согласия. Написана Мартином Лютером в 1537 году как конспективное изложение веры для Шмалькальденского союза.

## Содержание
Первая часть
Утверждение истин Апостольского Символа веры о Триединстве Бога и вочеловечении Иисуса Христа.
Вторая часть
- 1 артикул: Sola fide.«Одна лишь вера оправдывает нас».
- 2 артикул. Критика папской мессы как человеческого измышления, мерзости и идолопоклонства, суть которой в жертве, которая совершается за грехи живых и мёртвых (в чистилище). Такая месса связана с панихидами, всенощными бдениями и прочими добрыми делами, которыми якобы можно заслужить прощение у Бога. Также и на том же основании этот артикул критикует паломничества, монастыри, поклонение мощам святых и молитвы святым, а также индульгенции.«Да будет открыто проповедано всем людям, что месса, как человеческое пустословие [измышление], может быть отвергнута без греха, и что никто из тех, кто не соблюдает её, не будет осуждён, но может быть спасён лучшим путём, безо всякой мессы».
- 3 артикул. Против монашества.
- 4 артикул. Против папства. Папа римский.«Папа же является лишь епископом и пастором церкви Рима».

Третья часть
- Грех (первородный) является развращением человеческой сущности.
- Закон — свидетельство греха.
- Покаяние — необходимость изменения.
- Евангелие — проповедь прощения грехов.
- Крещение. Утверждение взглядов Августина, критика Фомы и Дунса.«Детей следует крестить».
- Таинство Алтаря. Необходимость причастия как хлебом, так и вином. Критика доктрины пресуществления.«Хлеб и вино на Причастии являются истинными Телом и Кровью Христовыми».
- Власть ключей.
- Исповедь.
- Отлучение. Запрет на таинство причастия недостойным.
- Назначение священников.«Нам самим следует рукополагать людей».
- Семейная жизнь священников. Против целибата.
- Церковь.«Святые верующие и овцы, которые слышат голос своего Пастыря».
- Оправдание перед Богом.«Если добрые дела не следуют, то вера — ложна и неистинна».
- Монашеские обеты. Критика монашеской жизни как служения более чистого, чем мирская жизнь.
- О традициях. Критика практики освящения церковных зданий, колоколов, алтарного камня, свечей, пальмовых ветвей как глумления над святым Крещением.

## Цитаты
- Чистилище и всякая связанная с ним торжественность, обрядность и торговля должны рассматриваться не иначе, как призрак дьявола II, II, 12
- Взывание к святым является также одним из злоупотреблений антихристовых
- Церкви необходимо далее существовать без папы… папа является самым настоящим антихристом